# دختر (فیلم ۲۰۱۸)
دختر نام یک فیلم درام بلژیکی به کارگردانی لوکاس دونت محصول ۲۰۱۸ است. این فیلم برای رقابت در بخش نوعی نگاه هفتاد و یکمین جشنواره فیلم کن انتخاب شد.
فیلم دختر از نورا مونسکور، یک رقصنده زن ترنس اهل بلژیک، الهام گرفته شده بود، که دونت زمانی که او ۱۵ ساله بود، ملاقات کرد. این فیلم توسط برخی از نویسندگان ترنس و دگرباش به دلیل به تصویر کشیدن آشفتگی جنسیتی و آسیب رساندن به خود مورد انتقاد قرار گرفت. مونسکور که در این فیلم با دونت و تیجسنز همکاری کرده، در پاسخ از این فیلم دفاع کرده‌است.

## داستان
لارا که یک رقصنده موفق و بالرینی با استعداد است علی‌رغم دارا بودن احساساتی دخترانه، اندامی پسرانه دارد که موجب رنج فراوان اوست. پزشک با جراحی او تا مدتی موافقت نمی‌کند تا اینکه …

## جوایز و افتخارات
فیلم در بخش نوعی نگاه در جشنواره کن ۲۰۱۸ به نمایش درآمد، جایی که برنده جایزه دوربین طلایی بهترین فیلم بلند اول و همچنین نخل دگرباشی شد و بازیگر اصلی آن جایزه هیئت داوران بخش نوعی نگاه را برای بهترین بازی برد.